# Lege artis
Lege artis (Latijn: volgens de regelen der kunst) letterlijk: door de wet, lex, van de kunst, is een uitdrukking die door artsen wordt gebruikt als ze aan willen geven dat ze een bepaalde handeling kort aangeven maar wel bedoelen dat die met de nodige zorgvuldigheid op de gebruikelijke medische wijze wordt verricht. 
De uitdrukking duikt dan ook vaak op in een context waarin er juist twijfel bestaat of een handeling inderdaad wel 'lege artis' is verricht.
Voorbeeld van het gebruik: 'Bij verdenking van een ontstoken (blindearm) appendix dient deze lege artis verwijderd te worden.' 
Hiervoor is het overigens niet nodig dat de appendix later inderdaad ook ontstoken blijkt: als de operatie maar volgens de regelen der kunst is verricht. Het is immers veel gevaarlijker een ontstoken blindedarm te laten zitten dan een gezonde te verwijderen.
Een zwangerschapsonderbreking op sociale of medische indicatie wordt ook 'abortus provocatus lege artis' (APLA) genoemd.